# Regierungskonsultationen
Regierungskonsultationen sind Zusammenkünfte von Regierungen zweier Staaten. Sie haben informierende und beratende Funktion. Neben den Regierungschefs beider Länder sind auch alle weiteren Minister des Kabinetts anwesend. Regierungskonsultationen gelten als Ausdruck einer intensiven Zusammenarbeit zwischen zwei Staaten.

## Deutsch-Französische Regierungskonsultationen (1963–2003)
Die ersten Regierungskonsultationen mit Frankreich fanden 1963 anlässlich der Unterzeichnung des deutsch-französischen Freundschaftsvertrages (Élysée-Vertrag) statt. Fortan sollten sich die Kabinette beider Länder halbjährlich treffen. Zum 40. Jahrestag des Élysée-Vertrages 2003 trat schließlich erstmals der deutsch-französische Ministerrat zusammen, der die deutsch-französische Zusammenarbeit auf eine neue Ebene stellen soll, so dass man offiziell nicht mehr von Regierungskonsultationen spricht.

## Weitere Regierungskonsultationen
Die Bundesrepublik Deutschland pflegt derzeit mit folgenden Staaten Regierungskonsultationen:
| Land                | Seit | Zuletzt           | Anzahl |
| ------------------- | ---- | ----------------- | ------ |
| Italien             |      | 2023 in Berlin    | 32     |
| Spanien             |      | 2022 in A Coruña  | 25     |
| Polen               |      | 2024 in Warschau  | 16     |
| Russland            | 1998 | 2012 in Moskau    | 14     |
| Indien              | 2011 | 2024 in Neu-Delhi | 7      |
| Israel              | 2008 | 2018 in Jerusalem | 7      |
| Volksrepublik China | 2011 | 2023 in Berlin    | 7      |
| Tunesien            | 2012 | 2018 in Berlin    | 4      |
| Niederlande         | 2013 | 2023 in Rotterdam | 4      |
| Brasilien           | 2015 | 2023 in Berlin    | 2      |
| Türkei              | 2016 | 2016 in Berlin    | 1      |
| Japan               | 2023 | 2023 in Tokio     | 1      |

Mit den Vereinigten Staaten gab es bisher keine offiziellen Regierungskonsultationen. Erstmals reisten im Juni 2011 aber insgesamt fünf Bundesminister mit Bundeskanzlerin Angela Merkel in die USA, sodass zumindest von inoffiziellen Regierungskonsultationen die Rede war.
Die mit Russland geplanten Regierungskonsultationen 2014 wurden aufgrund der Ukraine-Krise abgesagt. Das Format blieb seitdem ausgesetzt.